# یوتا کویده
یوتا کویده (انگلیسی: Yuta Koide؛ زادهٔ ۲۰ اکتبر ۱۹۹۴) بازیکن فوتبال اهل ژاپن است.